# Мантейфель, Николай Эрнестович
Николай Эрнестович Мантейфель (1855 — 7 сентября 1918) — российский государственный служащий, уездный исправник города Козельска, благотворитель.

## Биография
Православный. Был женат на купеческой дочери А. А. Михайловой, имел 12 детей. Родился в Великом Новгороде в 1855 г. 27.08.1871 поступил на службу унтер-офицером в 85-й пехотный Выборгский полк. Окончил Санкт-Петербургское пехотное юнкерское училище. 21.10.1877 в чине прапорщика был прикомандирован к 5-му гренадерскому Киевскому полку, участник войны 1877—1878 гг. За штурм Плевны награждён орденом Св. Анны 4 ст. 30.09.1878 прибыл в Калугу. 15.12.1881 уволен от военной службы для определения к статским делам с награждением чином губернского секретаря. С 31.12.1881 и.д. полицейского надзирателя г. Сухиничи, с 07.05.1882 помощник Калужского уездного исправника, с 22.01.1890 Калужский уездный исправник. Окончил службу в чине статского советника. В феврале 1904 г. Николай Эрнестович принял на себя обязанность церковного старосты калужской Знаменской церкви и в течение шести лет (два трёхлетних срока) заботился о её благоукрашении. Его попечением к концу первого трёхлетия храм был приведён в благоустроенный вид. В частности, сильно изветшавшая и покрытая выбоинами первоначальная глиняная плитка пола в четверике и трапезной была заменена на новую мозаичную метлахскую плитку, которая сохранилась в храме до настоящего времени. После убийства в 1905 г. Великого Князя Сергия Александровича горячо поддержал идею Калужского отдела Императорского Православного Палестинского Общества построить храм во имя прп. Сергия Радонежского; пожертвовал для данной цели 63 десятины собственной земли возле д. Мстихино, купил и перевез старую деревянную Трехсвятительскую церковь из села Тихонова Слобода для устройства Сергиева скита ИППО. В декабре 1910 г. по предложению калужского губернатора С. Д. Горчакова и по постановлению губернского правления был перемещён «в видах пользы службы» в Козельск Калужской губернии и назначен с 1 января 1911 г. на должность исправника Козельского уезда. За свою 36-ю службу на страже порядка Николай Эрнестович дослужился до чина статского советника и был удостоен многих наград: орден святого Станислава 3-й степени, орден святой Анны 3-й степени, орден святого Станислава 2-й степени, серебряная медаль в память Императора Александра III, орден святой Анны 2-й степени, орден святого равноапостольного Князя Владимира 4-й степени, медаль Красного Креста, в память участия в деятельности Общества во время русско-японской войны, медаль в память 100-летия Отечественной войны 1812 года. Изучал историю, был коллекционером.
Расстрелян 7 сентября 1918 года, по постановлению Козельской уездной ЧК "за укрывательство оружия и злоупотребления с таковым, часть которого была сожжена". Вместе с Н.Э. Мантейфелем был расстрелян бывший поручик Илья Ильич Котельников "за контрреволюционную агитацию среди крестьян о невступлении в красную армию". Постановление Козельской ЧК было опубликовано в "Известиях Калужского губернского исполнительного комитета" (№ 190 от 14 сентября 1918 г.), а также в "Известиях ВЦИК" (№ 198 от 13 сентября 1918 г.). Сведения, приводимые А. Паниным на сайте ИППО о том, что к казни Н.Э. Мантейфеля причастен Скорбач Павел Дмитриевич, не соответствуют действительности и не подтверждаются документами.